# Pizhi-pagode

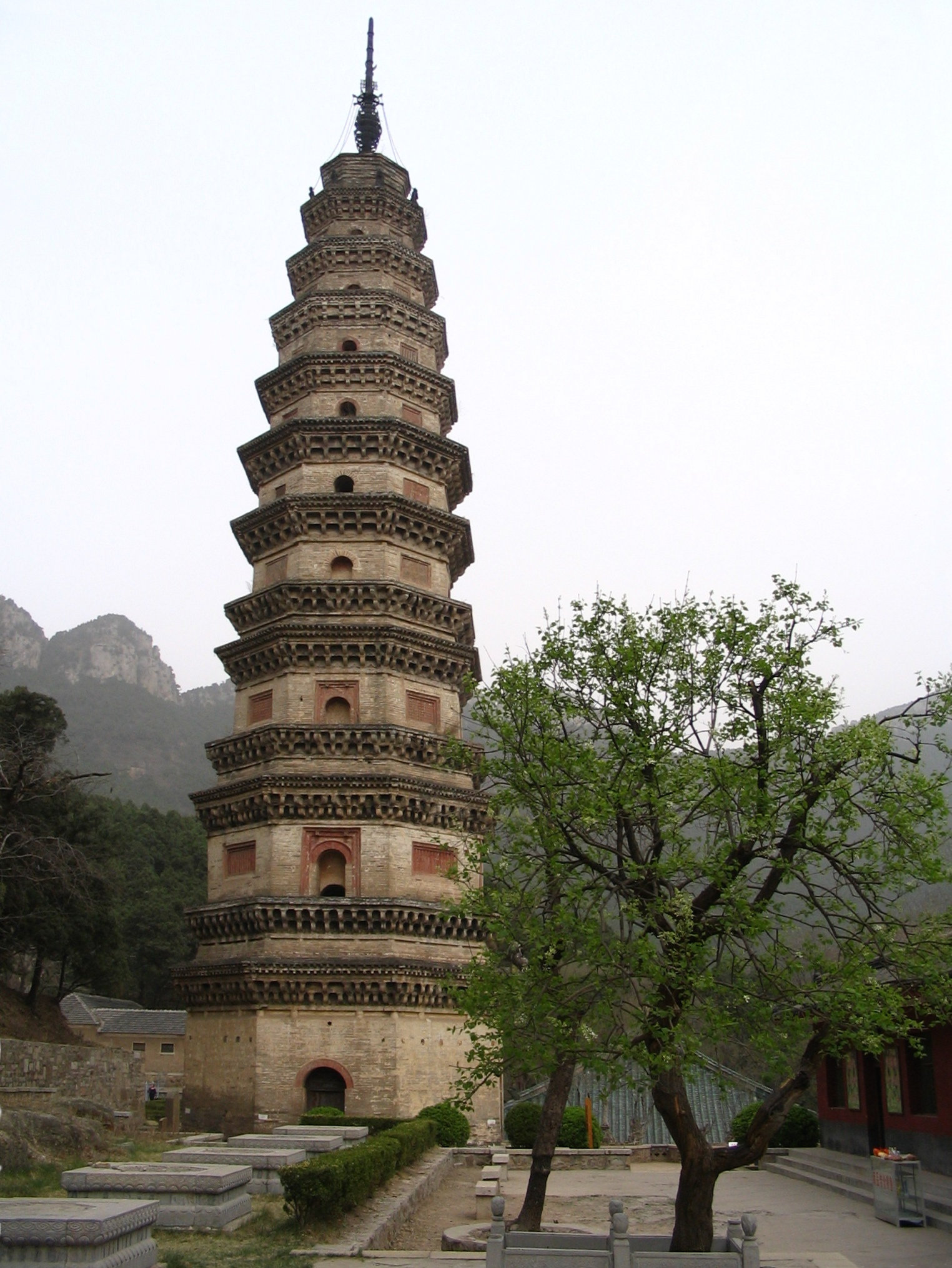
De Pizhi-pagode

De Pizhi-pagode is een Chinese pagode in de provincie Shandong. Hij is gebouwd onder de Song-dynastie.
Samen met de Liuhe-, Lingxiao-, Liaodi-, Beisi- en de IJzeren Pagode wordt de Pizhi-pagode als een meesterwerk van de architectuur uit de Song-dynastie gezien.